# Patriotas Boyacá Sociedad Anónima
Il Patriotas Boyacá Sociedad Anónima è una società calcistica colombiana fondata a Tunja nel 2003.
Attualmente milita nel massimo campionato colombiano.

## Organico

### Rosa 2020
Aggiornata al 24 novembre 2020.
| N. |                      | Ruolo | Calciatore         |
| -- | -------------------- | ----- | ------------------ |
| 1  | Colombia (bandiera)  | P     | Carlos Mosquera    |
| 3  | Colombia (bandiera)  | D     | Breyner Zapata     |
| 4  | Colombia (bandiera)  | D     | Juan Caicedo       |
| 5  | Argentina (bandiera) | C     | Exequiel Benavídez |
| 6  | Colombia (bandiera)  | C     | Santiago Orozco    |
| 7  | Colombia (bandiera)  | C     | Cristian Barrios   |
| 8  | Colombia (bandiera)  | C     | Julián Buitrago    |
| 9  | Colombia (bandiera)  | A     | Misael Martínez    |
| 10 | Colombia (bandiera)  | C     | Daniel Mantilla    |
| 11 | Colombia (bandiera)  | A     | Christian Huérfano |
| 13 | Colombia (bandiera)  | P     | Yasser Chávez      |
| 15 | Colombia (bandiera)  | C     | Maicol Medina      |
| 16 | Francia (bandiera)   | A     | Quentin Danloux    |

| N. |                     | Ruolo | Calciatore        |
| -- | ------------------- | ----- | ----------------- |
| 17 | Colombia (bandiera) | A     | Rodin Quiñónes    |
| 18 | Colombia (bandiera) | D     | Santiago Roa      |
| 19 | Colombia (bandiera) | D     | Felipe Ávila      |
| 23 | Colombia (bandiera) | D     | Federico Arbeláez |
| 24 | Colombia (bandiera) | A     | Jhon Miranda      |
| 25 | Colombia (bandiera) | D     | Darwin Carrero    |
| 27 | Colombia (bandiera) | D     | Matheo Hurtado    |
| 28 | Colombia (bandiera) | D     | Óscar Vanegas     |
| 29 | Colombia (bandiera) | C     | Arley Bonilla     |
| 30 | Colombia (bandiera) | A     | Carlos Ramírez    |
| 31 | Colombia (bandiera) | C     | José Guzmán       |
| —  | Colombia (bandiera) | A     | Iván Luquetta     |
| —  | Colombia (bandiera) | P     | Victor Brid       |

### Rosa 2019
Aggiornato al 27 gennaio 2019
| N. |                      | Ruolo | Calciatore                |
| -- | -------------------- | ----- | ------------------------- |
| 1  | Colombia (bandiera)  | P     | Víctor Brid               |
| 5  | Argentina (bandiera) | C     | Exequiel Benavídez        |
| 6  | Colombia (bandiera)  | C     | Santiago Orozco           |
| 7  | Colombia (bandiera)  | C     | Cristian Barrios          |
| 8  | Colombia (bandiera)  | C     | Julián Buitrago           |
| 9  | Colombia (bandiera)  | A     | Misael Martínez           |
| 10 | Colombia (bandiera)  | C     | Daniel Mantilla           |
| 11 | Colombia (bandiera)  | A     | Iván Luquetta             |
| 12 | Uruguay (bandiera)   | P     | Álvaro Villete (capitano) |
| 14 | Colombia (bandiera)  | A     | Juan David Castañeda      |
| 15 | Colombia (bandiera)  | C     | Maicol Medina             |
| 18 | Colombia (bandiera)  | D     | Santiago Roa              |
| 19 | Colombia (bandiera)  | D     | Felipe Ávila              |

| N. |                     | Ruolo | Calciatore        |
| -- | ------------------- | ----- | ----------------- |
| 21 | Colombia (bandiera) | A     | Carlos Rivas      |
| 23 | Colombia (bandiera) | D     | Federico Arbeláez |
| 24 | Colombia (bandiera) | C     | David Pérez       |
| 25 | Colombia (bandiera) | D     | Darwin Carrero    |
| 27 | Colombia (bandiera) | A     | Óscar Balanta     |
| 28 | Colombia (bandiera) | D     | Óscar Vanegas     |
| 29 | Colombia (bandiera) | D     | Julián Millán     |
| 31 | Colombia (bandiera) | C     | José Guzmán       |
| 33 | Colombia (bandiera) | D     | Martín Payares    |
| —  | Colombia (bandiera) | P     | Javier Orobio     |
| —  | Colombia (bandiera) | C     | Almir Soto        |
| —  | Francia (bandiera)  | A     | Quentin Danloux   |
| —  | Colombia (bandiera) | A     | Rodin Quiñónes    |

### Rosa 2015
| N. |                        | Ruolo | Calciatore              |
| -- | ---------------------- | ----- | ----------------------- |
| 1  | Uruguay (bandiera)     | P     | Juan Guillermo Castillo |
| 2  | Colombia (bandiera)    | D     | Jesús Murillo           |
| 4  | Colombia (bandiera)    | D     | Jonathan Segura         |
| 5  | Colombia (bandiera)    | C     | Larry Vásquez           |
| 6  | Inghilterra (bandiera) | C     | George Saunders         |
| 7  | Colombia (bandiera)    | A     | Carlos Andrés Rivas     |
| 8  | Colombia (bandiera)    | C     | Leonardo Pico           |
| 9  | Colombia (bandiera)    | A     | Ray Vanegas             |
| 10 | Colombia (bandiera)    | C     | Harold Rivera           |
| 11 | Colombia (bandiera)    | C     | Alan Navarro            |
| 12 | Colombia (bandiera)    | P     | Oswaldo Villada         |
| 14 | Colombia (bandiera)    | D     | Nicolás Carreño         |
| 15 | Colombia (bandiera)    | D     | Sebastián Acosta        |

| N. |                     | Ruolo | Calciatore       |
| -- | ------------------- | ----- | ---------------- |
| 16 | Colombia (bandiera) | D     | Harold Macías    |
| 18 | Brasile (bandiera)  | C     | Elton Martins    |
| 19 | Colombia (bandiera) | D     | Carlos Henao     |
| 20 | Colombia (bandiera) | D     | Jhon Cano        |
| 21 | Colombia (bandiera) | A     | Darwin López     |
| 23 | Colombia (bandiera) | D     | Gonzalo Martínez |
| 25 | Colombia (bandiera) | P     | Antonio Otero    |
| 27 | Colombia (bandiera) | A     | Carlos Rentería  |
| 28 | Colombia (bandiera) | C     | Raúl Loaiza      |
| 29 | Colombia (bandiera) | C     | Iván Corredor    |
| 30 | Colombia (bandiera) | A     | Tommy Tobar      |
|    | Spagna (bandiera)   | C     | Carmona          |

## Giocatori famosi
- Silvio González
- Dodô
- Carlos Chávez

## Allenatori
- Álvaro de Jesús Gómez (2003)
- Álvaro Zuluaga (2004)
- Harold Morales (2005–06)
- Epimenio Cristancho (2006)
- Juan Carlos Grueso (2007–08)
- Mario Vanemerak (1º gennaio 2009–31 dicembre 2009)
- Eduardo Julián Retat (2009)
- Orlando Restrepo (2010)
- Carlos Hoyos (aprile 2010–dicembre 10)
- Miguel Augusto Prince (1º gennaio 2011–4 ottobre 2012)
- Arturo Reyes (30 novembre 2012–1?)
- Harold Rivera (2014–)

## Palmarès

### Competizioni nazionali
- Categoría Primera B: 1

2023

### Altri piazzamenti
- Copa Colombia:

Semifinalista: 2014, 2017
- Categoría Primera B:

Secondo posto: 2011